# La Jetée de Calais
La Jetée de Calais (Calais Pier) est un tableau peint en 1803 par William Turner. Il mesure 172 × 240 cm. Il est conservé à la National Gallery à Londres.

## Description
Le tableau représente le débarquement de voyageurs sur la jetée de Calais, alors que la tempête se lève. Il est inspiré d'un souvenir du premier voyage à l'étranger de Turner en 1802.